# Rhodri Morgan
Hywel Rhodri Morgan (Cardiff, 1939. szeptember 29. – Wenvoe, 2017. május 17.) walesi politikus, Wales első minisztere 2000 és 2009 között.

## Életpályája
Cardiff-ban született, és az oxfordi St. John's College és a Harvard Egyetem diákja volt. 1974–1980 között a Dél-Glamorgan Megyei Tanácsnál dolgozott, majd az Európai Közösségek walesi irodájának vezetője lett. 1987-ben Nyugat-Cardiff választókerület Munkáspárti képviselőjének választották. 1988–1994 között az árnyékkormányban környezetvédelmi szóvívői tisztet töltött be. Több bizottság elnöke is volt a brit alsóházban, 1992-től 1997-ig a walesi ügyekkel foglalkozó bizottság elnökeként tevékenykedett. 2000. október 16-án nevezték ki Wales miniszterelnökének, mely pozíciót Elsőtitkárként korábban is birtokolt. Az Egyesült Királyság Titkos Tanácsának tagjává választották 2000 júliusában.
Morgan elkötelezett híve volt Wales kormányzásának Angliáétól való különválasztásának, az ún. „devolúciónak”. Versenybe szállt az akkor még nem létező Wales Elsőtitkára címért, de Ron Davies, az akkori walesi ügyekért felelős államtitkár legyőzte őt. Egy állítólagos szexbotrány miatt Daviesnek le kellett mondania, így Morgan ismét indult a posztért. Ellenfele, Alun Michael, akkori Walesi Államtitkár volt, akire a devolúció iránti elkötelezettsége ellenére kelletlen jelöltként tekintettek, mivel a Munkáspárt őt az Egyesült Királyság vezetésében szerette volna látni.
Michael-t megválasztották, de alig egy év múlva lemondott egy elkerülhetetlennek tűnő bizalmatlansági indítvány miatt, valamint az ellene irányuló cselszövések közepette, melyeket pártja, a Senedd frakciói és a Kabinet tagjai terveztek. Rhodri Morgan lett a Munkáspárt új jelöltje, és így az első miniszter is. A 2001-es brit alsóházi választásokon már nem indult.
Morgan vezetését a brit Munkáspárt politikájától való távolságtartás jellemzi, elsősorban a választható közszolgáltatások terén. Kritikusai a szemére vetik, hogy a walesi kórházakban a várólistán töltött idő jóval nagyobb, mint Angliában. Egy Swansea-ben tartott beszédében a súlyponti kórházak bevezetése ellenében fejezte ki álláspontját, és hozzátette, hogy „tiszta vörös víz” választja el a westminsteri és a walesi politikát.
2003. május 1-jén a Morgan-vezette Munkáspárt ismét kormányra került a Walesi Országgyűlésben, és sikerült abszolút többséget szereznie. A választás a proporcionális képviselet elvei alapján történt, és a Munkáspárt a 60 mandátumból 30-at nyert meg az Országgyűlésben, majd többséget szerzett Dafydd Elis-Thomas Országgyűlési Elnökké való megválasztásával, aki Morgannek adott kormányalapítási megbízást. A választásokon már könnyűszerrel visszaszerezhették az 1999-es választásokban a Plaid Cymru előnyére elvesztett választókerületeket.
Rhodri Morgan és felesége, Julie Morgan is kiemelt támogatója volt a Brit Humanista Egyesületnek.
Rhodri Morgan szabadidejét szívesen töltötte olvasással, a Cardiffi-öbölben búvárkodással, ahol találkozhatott a választópolgáraival. Felesége, Julie, Észak-Cardiff választókerület westminsteri képviselője.